# سفراء الحرية
سفراء الحرية وهو مصطلح أطلق على الأطفال الفلسطينيين الذين ولدوا من جراء تحرير (تهريب) النطف المنوية، من أبائهم الذين يقبعون في السجون الإسرائيلية، وتهريبها إلى زوجاتهم خارج السجن.
وسبق أن كشفت تقارير صحافية عن عمليات تهريب من أسرى في السجون الإسرائيلية لزوجاتهم في الخارج، لغايات الإنجاب. وقد نجت العديد من تلك العمليات. حيث يتم زرع النطف في أرحام نساء الأسرى. وتتم عملية نقل النطف بالتنسيق مع الأطباء للاحتفاظ بالحيوان المنوي وتجميده ومن ثم تهريبه للزوجة.
ليتحقق الحمل ويحصل الإنجاب علما بأن من سياسة بعض السجون الإسرائيلية أنها تسمح للأسير أن يخلو بزوجته في غرفة خاصة ولكن الأسرى يخشون من أن تكون الغرف مراقبة ومصورة ويتم نشر الصور فتنتهك الحرمات.